# São Félix do Araguaia
São Félix do Araguaia is een gemeente in de Braziliaanse deelstaat Mato Grosso gelegen aan de Araguaia. De gemeente telt 11.257 inwoners (schatting 2009).
De plaats is de zetel van de rooms-katholieke territoriale prelatuur São Félix.

## Geboren
- Clemilda Fernandes Silva (1979), wielrenner
- Janildes Fernandes Silva (1980), wielrenner